# 马海毛

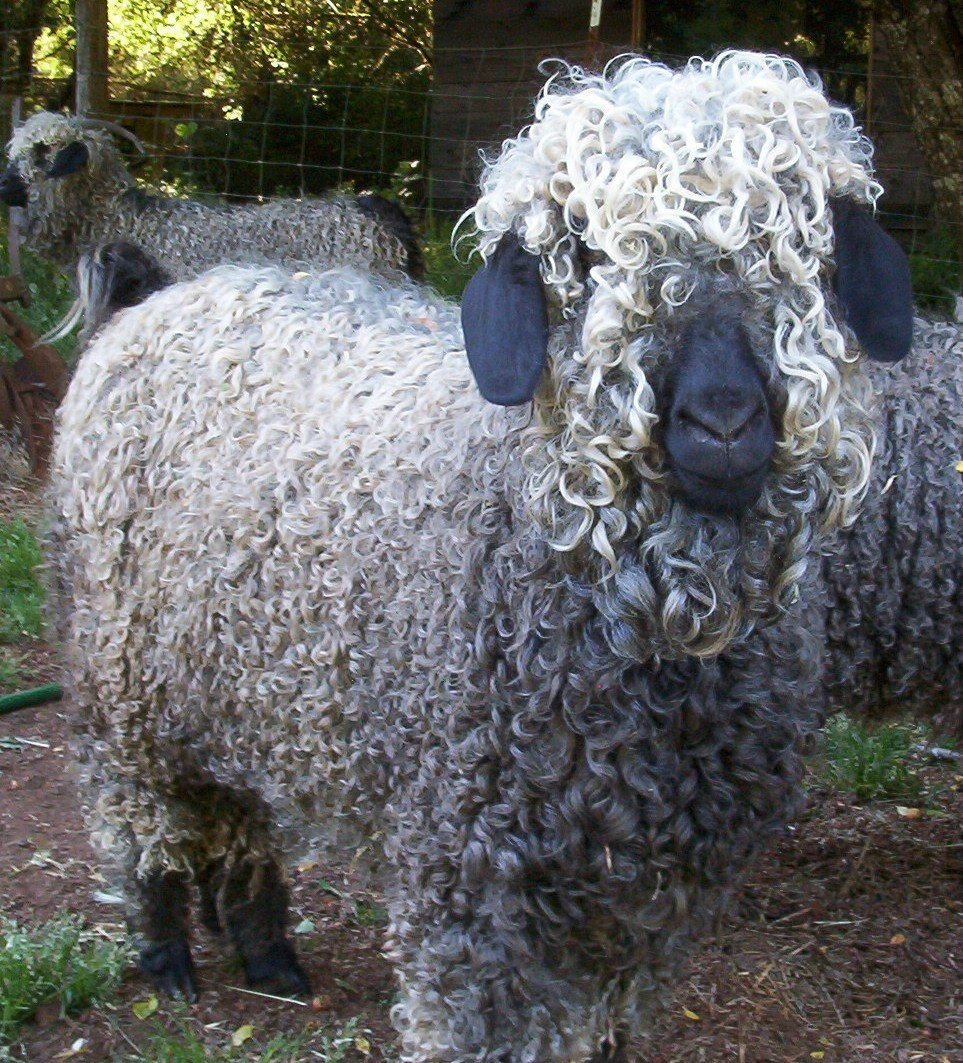
安哥拉山羊

马海毛（英語：Mohair），指安哥拉山羊身上的被毛，得名于土耳其语，意为“最好的毛”，是目前世界市场上高级的动物纺织纤维原料之一
。
由于安哥拉山羊目前尚无法完全实现人工圈养，也只能在丘陵灌木中生长，而且只有在8岁之前所产羊毛才能达到纺织标准，因此马海毛目前仍属高档纺织原料，全世界每年的产量不过26000吨左右。目前世界上马海毛主要的生产国家是：南非、美国、土耳其、阿根廷、莱索托等。
马海毛的细度约为25微米左右，长度100-200毫米左右，外观类似绵羊毛，但较光滑，具有天然闪亮色泽，不易起球，易于清洁。马海毛对于染料的亲和力好，成品色彩鲜艳。
马海毛主要用于大衣、毛衣、毛毯和针织毛线的生产。

## 伸延閱讀
- Black, William L. . Fort Worth, Texas: Keystone Printing Co. 1900.
- C. P. Bailey and Sons Company Bailey, C. P. . San Jose, California: C.P. Bailey & Sons Co. 1905.

## 外部連結
- Oklahoma State University, Breeds of Livestock - Angora goats
- . . 1905.